# Пау Гасол
Пау Гасол Саез (кат. Pau Gasol; Барселона, 6. јул 1980) бивши је шпански кошаркаш. Био је шест пута учесник НБА ол-стара и четири пута је биран у Идеални тим НБА, два пута у други и два пута у трећи тим. Два пута је освојио НБА лигу, оба пута са Лос Анђелес лејкерсима узастопно 2009. и 2010. Био је НБА руки године 2002. са Мемфис гризлисима, као први играч који није Американац који је освојио ту награду. Сматра се једним од најбољих крилних центара свих времена, а такође се сматра једним од најбољих европских кошаркаша свих времена. Старији је брат бившег НБА играча Марка Гасола.
Каријеру је почео у Барселони, а 2001. је је изабран је као трећи пик у првој рунди на НБА драфту од стране Атланта хокса, али су његова права промијењена на Ванкувер Гризлисе. Поставио је рекорд франшизе Гризлиса по по броју изведених и погођених слободних бацања. Послије више од шест сезона у тиму, који се преселио у Мемфис и промијенио име у Мемфис гризлисе, прешао је у Лос Анђелес лејкерсе 2008. са којима је освојио двије титуле, а 2014. прешао је у Чикаго булсе. Послије двије године у тиму, 2016. је прешао у Сан Антонио спарсе, након чега је 2019. прешао у Милвоки баксе. За Милвоки је одиграо само три утакмице прије него што се повриједио и морао је да се оперише, а након сезоне без уговора, 2021. се вратио у Барселону, са којом је освојио титулу првака шпанске АЦБ лиге и играо је финале Евролиге 2020/21. На крају сезоне завршио је каријеру.
Са репрезентацијом Шпаније освојио је Свјетско првенство, три титуле на Европском првенству, двије сребрне и једну бронзану олимпијску медаљу. Проглашен је за најкориснијег играча Свјетског првенства 2006. као и за најкориснијег играча Европских првенстава 2009. и 2015. и са двије МВП награде, дијели прво мјесто са Крешимиром Ћосићем. Такође је најбољи стријелац Европског првенства свих времена.
Године 2021. постао је члан Међународног олимпијског комитета, а 2023. уврштен је у Нејсмит Меморијал кошаркашку кућу славних.

## Клупска каријера
Сенорску каријеру је почео у Барселони у сезони 1998/99. Са Барселоном је освојио првенство и куп Шпаније 2001. године. На НБА драфту 2001. одабрали су га Мемфис гризлиси као 3. пика. Исте године је прешао у Мемфис и у својој првој сезони је проглашен за најбољег новајлију у НБА лиги. Мемфис га је 1. фебруара 2008. у великој размени послао у Лос Анђелес лејкерсе. Са Лејкерсима је освојио два шампионска прстена (2009 и 2010) и изгубио НБА финале (2008). године. Дана 13. јула 2014. године потписао је за Чикаго булсе. Након две сезоне у Булсима, 14. јула 2016. је потписао уговор са Сан Антонио спарсима. У Спарсма је био до 1. марта 2019. када је договорио раскид уговора. Два дана касније је потписао уговор са Милвоки баксима. За овај клуб је наступио на само три утакмице, након чега је због повреде пропустио остатак сезоне. У јулу 2019. је потписао уговор са Портланд трејлблејзерсима, али је отпуштен 20. новембра исте године, а да није стигао ни да дебитује. Дана 23. фебруара 2021. се вратио у Барселону, са којом је потписао уговор до краја 2020/21. сезоне.
Дана 5. октобра 2021. године, званично је објављено да завршава играчку каријеру.

## Репрезентација
Са сениорском репрезентацијом Шпаније је освојио Светско првенство 2006. у Јапану, сребрне медаље на Олимпијским играма 2008. у Пекингу и 2012. у Лондону, и бронзану 2016. у Рио де Жанеиру, те три златне, две сребрне и једну бронзану медаљу на Европским првенствима.

## НБА статистика
| † | означава сезону када осваја НБА титулу |

### Просечно по утакмици
| Сезона    | Екипа       | ОУ   | СУ   | МПУ  | ПШ%  | 3П%  | СБ%  | СПУ  | АПУ | УПУ | БПУ | ППУ  |
| --------- | ----------- | ---- | ---- | ---- | ---- | ---- | ---- | ---- | --- | --- | --- | ---- |
| 2001/02.  | Мемфис      | 82   | 79   | 36.7 | .518 | .200 | .709 | 8.9  | 2.7 | .5  | 2.1 | 17.6 |
| 2002/03.  | Мемфис      | 82   | 82   | 36.0 | .510 | .100 | .736 | 8.8  | 2.8 | .4  | 1.8 | 19.0 |
| 2003/04.  | Мемфис      | 78   | 78   | 31.5 | .482 | .267 | .714 | 7.7  | 2.5 | .6  | 1.7 | 17.7 |
| 2004/05.  | Мемфис      | 56   | 53   | 32.0 | .514 | .167 | .768 | 7.3  | 2.4 | .7  | 1.7 | 17.8 |
| 2005/06.  | Мемфис      | 80   | 80   | 39.2 | .503 | .250 | .689 | 8.9  | 4.6 | .6  | 1.9 | 20.4 |
| 2006/07.  | Мемфис      | 59   | 59   | 36.2 | .538 | .273 | .748 | 9.8  | 3.4 | .5  | 2.1 | 20.8 |
| 2007/08.  | Мемфис      | 39   | 39   | 36.7 | .501 | .267 | .819 | 8.8  | 3.0 | .4  | 1.4 | 18.9 |
| 2007/08.  | ЛА Лејкерси | 27   | 27   | 34.0 | .589 | .000 | .789 | 7.8  | 3.5 | .5  | 1.6 | 18.8 |
| 2008/09.† | ЛА Лејкерси | 81   | 81   | 37.0 | .567 | .500 | .781 | 9.6  | 3.5 | .6  | 1.0 | 18.9 |
| 2009/10.† | ЛА Лејкерси | 65   | 65   | 37.0 | .536 | .000 | .790 | 11.3 | 3.4 | .6  | 1.7 | 18.3 |
| 2010/11.  | ЛА Лејкерси | 82   | 82   | 37.0 | .529 | .333 | .823 | 10.2 | 3.3 | .6  | 1.6 | 18.8 |
| 2011/12.  | ЛА Лејкерси | 65   | 65   | 37.4 | .501 | .259 | .782 | 10.4 | 3.6 | .6  | 1.4 | 17.4 |
| 2012/13.  | ЛА Лејкерси | 49   | 42   | 33.8 | .466 | .286 | .702 | 8.6  | 4.1 | .5  | 1.2 | 13.7 |
| 2013/14.  | ЛА Лејкерси | 60   | 60   | 31.4 | .480 | .286 | .736 | 9.7  | 3.4 | .5  | 1.5 | 17.4 |
| 2014/15.  | Чикаго      | 78   | 78   | 34.4 | .494 | .462 | .803 | 11.8 | 2.7 | .3  | 1.9 | 18.5 |
| 2015/16.  | Чикаго      | 72   | 72   | 31.8 | .469 | .348 | .792 | 11.0 | 4.1 | .6  | 2.0 | 16.5 |
| 2016/17.  | Сан Антонио | 64   | 39   | 25.4 | .502 | .538 | .707 | 7.8  | 2.3 | .4  | 1.1 | 12.4 |
| Каријера  | Каријера    | 1119 | 1081 | 34.7 | .510 | .368 | .754 | 9.4  | 3.2 | .5  | 1.7 | 17.9 |
| Ол-стар   | Ол-стар     | 6    | 1    | 19.3 | .565 | .000 | .846 | 8.7  | 1.2 | .7  | .7  | 10.5 |

### Плејоф
| Сезона   | Екипа       | ОУ  | СУ  | МПУ  | ПШ%  | 3П%   | СБ%  | СПУ  | АПУ | УПУ | БПУ | ППУ  |
| -------- | ----------- | --- | --- | ---- | ---- | ----- | ---- | ---- | --- | --- | --- | ---- |
| 2004     | Мемфис      | 4   | 4   | 33.5 | .571 | .000  | .900 | 5.0  | 2.5 | 1.0 | 1.5 | 18.5 |
| 2005     | Мемфис      | 4   | 4   | 33.3 | .488 | 1.000 | .500 | 7.5  | 2.5 | .5  | 1.8 | 21.3 |
| 2006     | Мемфис      | 4   | 4   | 39.5 | .433 | .000  | .767 | 6.8  | 3.0 | .5  | 1.2 | 20.3 |
| 2008     | ЛА Лејкерси | 21  | 21  | 39.8 | .530 | .000  | .692 | 9.3  | 4.0 | .5  | 1.9 | 16.9 |
| 2009†    | ЛА Лејкерси | 23  | 23  | 40.5 | .580 | .000  | .714 | 10.8 | 2.5 | .8  | 2.0 | 18.3 |
| 2010†    | ЛА Лејкерси | 23  | 23  | 39.7 | .539 | .000  | .759 | 11.1 | 3.5 | .4  | 2.1 | 19.6 |
| 2011     | ЛА Лејкерси | 10  | 10  | 35.8 | .420 | .500  | .800 | 7.8  | 3.8 | .4  | 1.7 | 13.1 |
| 2012     | ЛА Лејкерси | 12  | 12  | 37.0 | .434 | .400  | .828 | 9.5  | 3.7 | .5  | 2.1 | 12.5 |
| 2013     | ЛА Лејкерси | 4   | 4   | 36.5 | .481 | .000  | .545 | 11.5 | 6.3 | .5  | .8  | 14.0 |
| 2015     | Чикаго      | 10  | 10  | 31.7 | .487 | .000  | .762 | 9.4  | 3.1 | .5  | 2.1 | 14.4 |
| 2017     | Сан Антонио | 16  | 7   | 22.8 | .439 | .333  | .708 | 7.1  | 1.9 | .4  | .9  | 7.7  |
| Каријера | Каријера    | 131 | 122 | 36.1 | .508 | .294  | .738 | 9.3  | 3.2 | .5  | 1.8 | 15.8 |

## Евролигашка статистика
| Сезона   | Екипа     | ОУ | СУ | МПУ  | ПШ%  | 3П%  | СБ%  | СПУ | АПУ | УПУ | БПУ | ППУ  | ИПУ  |
| -------- | --------- | -- | -- | ---- | ---- | ---- | ---- | --- | --- | --- | --- | ---- | ---- |
| 2000/01  | Барселона | 6  | 5  | 25.7 | .667 | .500 | .738 | 6.0 | .7  | .8  | .7  | 18.5 | 22.5 |
| Каријера | Каријера  | 6  | 5  | 25.7 | .667 | .500 | .738 | 6.0 | .7  | .8  | .7  | 18.5 | 22.5 |

## Успеси

### Клупски
- Барселона:
  - Првенство Шпаније (2): 1998/99, 2000/01.
  - Куп Шпаније (1): 2001.
- ЛА Лејкерси:
  - НБА лига (2): 2008/09, 2009/10.

### Репрезентативни
- Европско првенство до 18 година: 
  -  1998.
- Светско првенство до 19 година: 
  -  1999.
- Европско првенство до 20 година: 
  -  2000.
- Европско првенство:
  -  2009, 2011, 2015.
  -  2003, 2007.
  -  2001, 2017.
- Светско првенство: 
  -  2006.
- Олимпијске игре: 
  -  2008, 2012.
  -  2016.

### Појединачни
- Најкориснији играч купа Шпаније (1): 2001.
- Најкориснији играч финала првенства Шпаније (1): 2001.
- Идеални тим Евролиге - друга постава (1) : 2000/01.
- Идеални тим НБА - друга постава (2) : 2011, 2015.
- Идеални тим НБА - трећа постава (2) : 2009, 2010.
- НБА Ол-стар меч (6): 2006, 2009, 2010, 2011, 2015, 2016.
- НБА руки године (1): 2002.
- Идеални тим новајлија НБА (1): 2002.
- Мистер Еуропа (2): 2004, 2009.
- Евроскар (4): 2008, 2009, 2010, 2015.
- ФИБА Европски играч године (2): 2008, 2009.
- Свеевропски играч године (2): 2009, 2010.
- Спортиста године у Шпанији (1): 2001.
- Награда Џејмс Валтер Кенеди (1): 2012.
- Најбољи стрелац европског првенства (3): 2003, 2009, 2015.
- Најкориснији играч светског првенства (1): 2006.
- Најкориснији играч европског првенства (1): 2015.